# Joanna Gleich
Joanna Gleich (née le 28 septembre 1959 à Kluczbork) est une peintre austro-polonaise.

## Biographie
Après le lycée à Opole, elle vient à Vienne suivre des études de philologie de 1979 à 1983. Puis de 1985 à 1990, elle s'inscrit à l'académie des beaux-arts de Vienne, où elle a comme professeur Wolfgang Hollegha.
Elle participe à l'académie d'été de Salzbourg en 1985 avec comme professeur Josef Mikl, en 1986 à la classe de vitrail avec Georg Meistermann. En 1989, elle ouvre son atelier à Vienne. En 1994, elle fait un voyage d'étude à New York.
De 2001 à 2005, elle anime l'académie estivale de Lienz. Depuis 2007, elle est professeur à celle de Geras.
Joanna Gleich est l'épouse de l'artiste Gerhard Gleich.